# Đông Hà (xã)
Đông Hà là một phường thuộc tỉnh Quảng Trị, Việt Nam được thành lập vào 16 tháng 6 năm 2025 từ việc hợp nhất phường 1 , phường 3 , phường 4, phường Đông Giang và phường Đông Thanh(Thành phố Đông Hà).

## Lịch sử
Ngày 16 tháng 6 năm 2025, Ủy ban Thường vụ Quốc hội ban hành Nghị quyết số 1680/NQ-UBTVQH15 về việc sắp xếp các đơn vị hành chính cấp xã của tỉnh Quảng Trị năm 2025. Theo đó, sắp xếp toàn bộ diện tích tự nhiên, quy mô dân số của phường 1 (thành phố Đông Hà), phường 3 (thành phố Đông Hà), phường 4, phường Đông Giang, phường Đông Thanh thành xã mới có tên gọi là xã Đông Hà.